# Antonín Sova

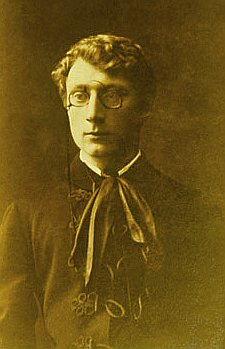
Antonín Sova

Antonín Sova (* 26. Februar 1864 in Patzau; † 16. August 1928 ebenda) war ein tschechoslowakischer Dichter und Schriftsteller.

## Leben
Der Sohn eines Dorflehrers besuchte zunächst das Gymnasium in Pelhřimov, später in Tábor und Písek, wo er auch sein Abitur ablegte. Es folgte ein Jurastudium in Prag, welches er aus finanziellen Gründen abbrach. 1886 arbeitete er auf Empfehlung von Adolf Heyduk und Jaroslav Vrchlický  am Ottův slovník naučný (Ottos Konversationslexikon) mit und nahm ein Jahr später die Stelle des Schreibers im Gesundheitsreferat am Prager Rathaus an. 1882 unternahm er eine Reise nach Italien. 1895 unterschrieb er Česká moderna, ein Manifest der tschechischen Literaten. 1898 bis 1920 war er als Direktor der Prager Stadtbibliothek tätig und nahm an Exkursionen nach Deutschland und Belgien teil. Mitte der zwanziger Jahre erkrankte er an einer schweren Krankheit, die ihm jede Bewegung unmöglich machte.

## Werk
Einen großen Einfluss auf sein Werk übte seine Freundschaft zu den Töchtern des Dichters Jaroslav Vrchlický aus, die ihn mit der Lumír-Poesie bekannt machten. Seine ersten Gedichte schrieb er noch während seines Schulbesuchs unter dem Pseudonym Ilja Georgov. s mit. Er wird später aktives Mitglied der Gruppe Mai (Májovci) und im Literaturzirkel Umělecká beseda.
Seine Werke sind gekennzeichnet durch Symbolismus und Impressionismus. In seinen späteren Werken konzentriert er sich auf lyrische Naturbeschreibungen seiner südböhmischen Heimat und Subjektivpoesie.
Mit seinen Werken bekämpfte er die Gesellschaft und verkörperte eine kritische Einstellung einer ganzen jungen Generation. Bezeichnend sind auch sein Patriotismus und die Suche nach moralischen und gesellschaftlichen Werten.
In deutscher Sprache erschien 1928 die Sammlung Lyrische Sekunden der Seele und 1922 Gedichte.
Daneben schrieb er zwei Romane und die Novelle Pankrác Budecius über das dörfliche Kantorat Ende des 18. Jahrhunderts. Der Asteroid des inneren Hauptgürtels (2647) Sova ist nach ihm benannt.

## Werke
- Beiträge in: Tschechische Anthologie: Vrchlický. Sova. Otokar Březina. Übertragen von Paul Eisner. Österreichische Bibliothek, 21; Insel-Bücherei, 106. Insel, Leipzig 1917, 1922